# Remedios Elías
María Remedios Elías Cordón (Arnedo, 18 de febrero de 1956) es una empresaria y política española.

## Biografía
Nació el 18 de febrero de 1956 en el municipio riojano de Arnedo y es empresaria autónoma del sector del calzado. Como afiliada al Partido Socialista Obrero Español, ha sido secretaria de Relaciones Institucionales de la agrupación local de Arnedo y teniente de alcalde de su ciudad natal entre 1995 y 2003. Además, fue concejala de Cultura de Arnedo entre 1996 y 2003. También ha sido miembro del comité regional de la Unión de Profesionales y Trabajadores Autónomos de La Rioja, sindicato adscrito a la Unión General de Trabajadores. En las elecciones generales de 2004 fue en las listas de su partido por la circunscripción electoral de La Rioja y obtuvo el escaño de diputada, repitiendo en las de 2008.